# Шидерты (река)
Шидерты́ (Шидерти) (каз. Шідерті) — река в Карагандинской и Павлодарской областях Казахстана.
Длина — 502 км, площадь бассейна — 15,9 тыс. км². Берёт начало с Казахского мелкосопочника в 20 км западнее посёлка Кушокы. Впадает в озеро Шаганак (бассейн Иртыша). Площадь водосбора — 15 тыс. км². От села Акбулак на протяжении 200 км по руслу реки Шидерты идёт сток воды канала имени Каныша Сатпаева (Иртыш — Караганда) в обратном направлении. Здесь созданы аккумулирующие водоёмы-гидроузлы, на трассе канала сооружено 13 водохранилищ. Питание снеговое, частично грунтовое. Подпитка из реки Иртыш через канал Иртыш — Караганда. Вода средней минерализации. Ледостав в конце октября — начале ноября, вскрывается ото льда в апреле — мае.
Растительность: рогоз, камыш, тростник, рдест, уруть. Водятся гольян, карась, щука, плотва, язь, акклиматизированы сазан, лещ, судак, белый амур, толстолобик, рипус.
На реке находится посёлок Шидерты.